# 岡山県道350号西吉田川崎線
岡山県道350号西吉田川崎線（おかやまけんどう350ごう にしよしだかわさきせん）は、岡山県津山市を通る一般県道である。

## 概要
津山市西吉田と津山市川崎を結ぶ。

### 路線データ
- 起点：津山市西吉田（国道179号交点）
- 終点：津山市川崎（川崎西交差点、国道53号交点）
- 総延長：5.1 km

## 歴史
- 1960年（昭和35年）3月18日 - 岡山県告示第335号により認定される。
- 1972年（昭和47年） - 岡山県の県道番号再編により現行の路線番号に変更される。

## 路線状況

### 重複区間
- 岡山県道477号金屋国分寺線（津山市国分寺）

### 道路施設

#### 橋梁
- 一貫橋（広戸川、津山市西吉田）
- 落合橋（延長138 m：加茂川、津山市日上 - 津山市川崎）

## 地理

### 通過する自治体
- 津山市

### 交差する道路
| 交差する道路                                                | 交差する場所 | 交差する場所        |
| ----------------------------------------------------------- | ------------ | ------------------- |
| 国道179号 国道374号 重複                                    | 西吉田       | 起点                |
| 岡山県道477号金屋国分寺線 重複区間起点                      | 国分寺       |                     |
| 岡山県道477号金屋国分寺線 重複区間終点                      | 国分寺       |                     |
| 岡山県営広域営農団地農道岡山中部台地地区 / 美作やまなみ街道 | 日上         |                     |
| 国道53号 国道179号 重複 国道429号 重複                      | 川崎         | 川崎西交差点 / 終点 |

### 交差する鉄道
- 姫新線

### 沿線
- JR西日本姫新線 美作大崎駅（起点付近）
- 津山市立河辺小学校
- 吉井川